# Triple Corona (snooker)

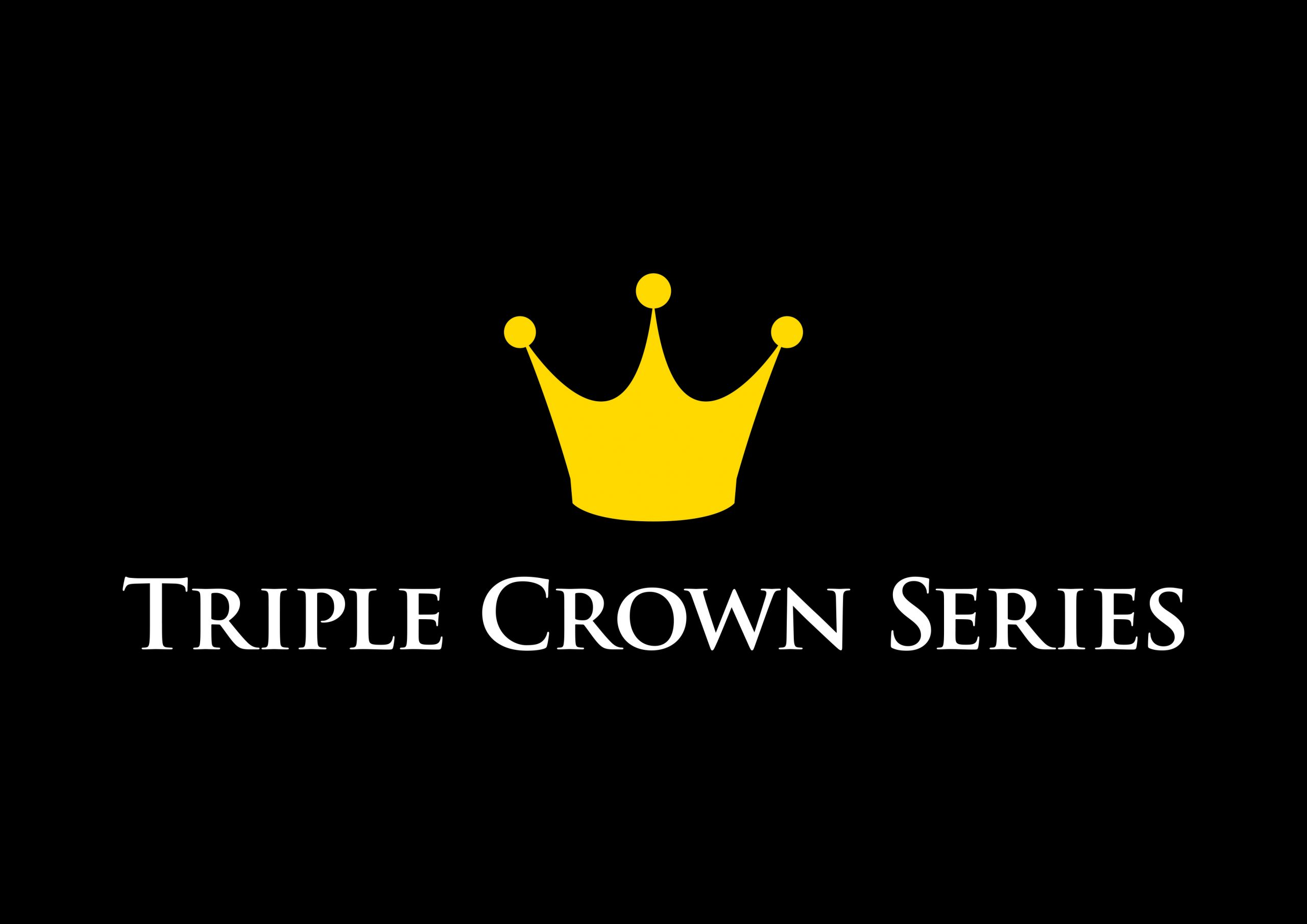
Logo de la Triple Corona

La Triple Corona es un término no oficial con el que se conoce a los tres torneos más importantes del snooker: el Campeonato del Reino Unido, el Masters y el Campeonato del Mundo. Hay once jugadores que han ganado todos los eventos de la Triple Corona: Steve Davis, Terry Griffiths, Alex Higgins, Stephen Hendry, John Higgins, Mark Williams, Ronnie O'Sullivan, Neil Robertson, Mark Selby, Shaun Murphy y Judd Trump. Sin embargo, solo Davis, Hendry y Williams los han ganado en una misma temporada, y Hendry es el único que lo ha conseguido en dos ocasiones.

## Ganadores de la Triple Corona
Lista de todos los ganadores de los tres eventos de la Triple Corona desde la temporada 1968/1969.
| Temporada | Campeonato del Reino Unido | The Masters               | Campeonato del Mundo      |
| --------- | -------------------------- | ------------------------- | ------------------------- |
| 1968/1969 | Comenzó en 1977/1978       | Comenzó en 1974/1975      | John Spencer (1/4)        |
| 1969/1970 |                            |                           | Ray Reardon (1/7)         |
| 1970/1971 |                            |                           | John Spencer (2/4)        |
| 1971/1972 |                            |                           | Alex Higgins (1/5)        |
| 1972/1973 |                            |                           | Ray Reardon (2/7)         |
| 1973/1974 |                            |                           | Ray Reardon (3/7)         |
| 1974/1975 |                            | John Spencer (3/4)        | Ray Reardon (4/7)         |
| 1975/1976 |                            | Ray Reardon (5/7)         | Ray Reardon (6/7)         |
| 1976/1977 |                            | Doug Mountjoy (1/3)       | John Spencer (4/4)        |
| 1977/1978 | Patsy Fagan                | Alex Higgins (2/5)        | Ray Reardon (7/7)         |
| 1978/1979 | Doug Mountjoy (2/3)        | Perrie Mans               | Terry Griffiths (1/3)     |
| 1979/1980 | John Virgo                 | Terry Griffiths (2/3)     | Cliff Thorburn (1/4)      |
| 1980/1981 | Steve Davis (1/15)         | Alex Higgins (3/5)        | Steve Davis (2/15)        |
| 1981/1982 | Steve Davis (3/15)         | Steve Davis (4/15)        | Alex Higgins (4/5)        |
| 1982/1983 | Terry Griffiths (3/3)      | Cliff Thorburn (2/4)      | Steve Davis (5/15)        |
| 1983/1984 | Alex Higgins (5/5)         | Jimmy White (1/2)         | Steve Davis (6/15)        |
| 1984/1985 | Steve Davis (7/15)         | Cliff Thorburn (3/4)      | Dennis Taylor (1/2)       |
| 1985/1986 | Steve Davis (8/15)         | Cliff Thorburn (4/4)      | Joe Johnson               |
| 1986/1987 | Steve Davis (9/15)         | Dennis Taylor (2/2)       | Steve Davis (10/15)       |
| 1987/1988 | Steve Davis (11/15)        | Steve Davis (12/15)       | Steve Davis (13/15)       |
| 1988/1989 | Doug Mountjoy (3/3)        | Stephen Hendry (1/18)     | Steve Davis (14/15)       |
| 1989/1990 | Stephen Hendry (2/18)      | Stephen Hendry (3/18)     | Stephen Hendry (4/18)     |
| 1990/1991 | Stephen Hendry (5/18)      | Stephen Hendry (6/18)     | John Parrott (1/2)        |
| 1991/1992 | John Parrott (2/2)         | Stephen Hendry (7/18)     | Stephen Hendry (8/18)     |
| 1992/1993 | Jimmy White (2/2)          | Stephen Hendry (9/18)     | Stephen Hendry (10/18)    |
| 1993/1994 | Ronnie O'Sullivan (1/23)   | Alan McManus              | Stephen Hendry (11/18)    |
| 1994/1995 | Stephen Hendry (12/18)     | Ronnie O'Sullivan (2/23)  | Stephen Hendry (13/18)    |
| 1995/1996 | Stephen Hendry (14/18)     | Stephen Hendry (15/18)    | Stephen Hendry (16/18)    |
| 1996/1997 | Stephen Hendry (17/18)     | Steve Davis (15/15)       | Ken Doherty               |
| 1997/1998 | Ronnie O'Sullivan (3/23)   | Mark Williams (1/7)       | John Higgins (1/9)        |
| 1998/1999 | John Higgins (2/9)         | John Higgins (3/9)        | Stephen Hendry (18/18)    |
| 1999/2000 | Mark Williams (2/7)        | Matthew Stevens (1/2)     | Mark Williams (3/7)       |
| 2000/2001 | John Higgins (4/9)         | Paul Hunter (1/3)         | Ronnie O'Sullivan (4/23)  |
| 2001/2002 | Ronnie O'Sullivan (5/23)   | Paul Hunter (2/3)         | Peter Ebdon (1/2)         |
| 2002/2003 | Mark Williams (4/7)        | Mark Williams (5/7)       | Mark Williams (6/7)       |
| 2003/2004 | Matthew Stevens (2/2)      | Paul Hunter (3/3)         | Ronnie O'Sullivan (6/23)  |
| 2004/2005 | Stephen Maguire            | Ronnie O'Sullivan (7/23)  | Shaun Murphy (1/4)        |
| 2005/2006 | Ding Junhui (1/4)          | John Higgins (5/9)        | Graeme Dott               |
| 2006/2007 | Peter Ebdon (2/2)          | Ronnie O'Sullivan (8/23)  | John Higgins (6/9)        |
| 2007/2008 | Ronnie O'Sullivan (9/23)   | Mark Selby (1/9)          | Ronnie O'Sullivan (10/23) |
| 2008/2009 | Shaun Murphy (2/4)         | Ronnie O'Sullivan (11/23) | John Higgins (7/9)        |
| 2009/2010 | Ding Junhui (2/4)          | Mark Selby (2/9)          | Neil Robertson (1/6)      |
| 2010/2011 | John Higgins (8/9)         | Ding Junhui (3/4)         | John Higgins (9/9)        |
| 2011/2012 | Judd Trump (1/5)           | Neil Robertson (2/6)      | Ronnie O'Sullivan (12/23) |
| 2012/2013 | Mark Selby (3/9)           | Mark Selby (4/9)          | Ronnie O'Sullivan (13/23) |
| 2013/2014 | Neil Robertson (3/6)       | Ronnie O'Sullivan (14/23) | Mark Selby (5/9)          |
| 2014/2015 | Ronnie O'Sullivan (15/23)  | Shaun Murphy (3/4)        | Stuart Bingham (1/2)      |
| 2015/2016 | Neil Robertson (4/6)       | Ronnie O'Sullivan (16/23) | Mark Selby (6/9)          |
| 2016/2017 | Mark Selby (7/9)           | Ronnie O'Sullivan (17/23) | Mark Selby (8/9)          |
| 2017/2018 | Ronnie O'Sullivan (18/23)  | Mark Allen (1/2)          | Mark Williams (7/7)       |
| 2018/2019 | Ronnie O'Sullivan (19/23)  | Judd Trump (2/5)          | Judd Trump (3/5)          |
| 2019/2020 | Ding Junhui (4/4)          | Stuart Bingham (2/2)      | Ronnie O'Sullivan (20/23) |
| 2020/2021 | Neil Robertson (5/6)       | Yan Bingtao (1/1)         | Mark Selby (9/9)          |
| 2021/2022 | Zhao Xintong (1/2)         | Neil Robertson (6/6)      | Ronnie O'Sullivan (21/23) |
| 2022/2023 | Mark Allen (2/2)           | Judd Trump (4/5)          | Luca Brecel (1/1)         |
| 2023/2024 | Ronnie O'Sullivan (22/23)  | Ronnie O'Sullivan (23/23) | Kyren Wilson (1/1)        |
| 2024/2025 | Judd Trump (5/5)           | Shaun Murphy (4/4)        | Zhao Xintong (2/2)        |

| Jugador que ganó los tres torneos de la Triple Corona en una misma temporada |
| Jugador que ganó dos torneos de la Triple Corona en una misma temporada      |

## Jugadores que han ganado más eventos de la Triple Corona
| País              | Nombre            | Total | Campeonato del Mundo | Campeonato del Reino Unido | The Masters | Lapso de tiempo |
| ----------------- | ----------------- | ----- | -------------------- | -------------------------- | ----------- | --------------- |
| Inglaterra        | Ronnie O'Sullivan | 23    | 7                    | 8                          | 8           | 1993–2024       |
| Escocia           | Stephen Hendry    | 18    | 7                    | 5                          | 6           | 1989–1999       |
| Inglaterra        | Steve Davis       | 15    | 6                    | 6                          | 3           | 1980–1997       |
| Escocia           | John Higgins      | 9     | 4                    | 3                          | 2           | 1998–2011       |
| Inglaterra        | Mark Selby        | 9     | 4                    | 2                          | 3           | 2008–2021       |
| Gales             | Ray Reardon       | 7     | 6                    | 0                          | 1           | 1970–1978       |
| Gales             | Mark Williams     | 7     | 3                    | 2                          | 2           | 1998–2018       |
| Australia         | Neil Robertson    | 6     | 1                    | 3                          | 2           | 2010–2022       |
| Irlanda del Norte | Alex Higgins      | 5     | 2                    | 1                          | 2           | 1972–1983       |
| Inglaterra        | Judd Trump        | 5     | 1                    | 2                          | 2           | 2011–2024       |
| Inglaterra        | John Spencer      | 4     | 3                    | 0                          | 1           | 1969–1977       |
| Canadá            | Cliff Thorburn    | 4     | 1                    | 0                          | 3           | 1980–1986       |
| China             | Ding Junhui       | 4     | 0                    | 3                          | 1           | 2005–2019       |
| Inglaterra        | Shaun Murphy      | 4     | 1                    | 1                          | 2           | 2005–2025       |
| Gales             | Terry Griffiths   | 3     | 1                    | 1                          | 1           | 1979–1982       |
| Gales             | Doug Mountjoy     | 3     | 0                    | 2                          | 1           | 1977–1988       |
| Inglaterra        | Paul Hunter       | 3     | 0                    | 0                          | 3           | 2001–2004       |
| Inglaterra        | Peter Ebdon       | 2     | 1                    | 1                          | 0           | 2002–2006       |
| China             | Zhao Xintong      | 2     | 1                    | 1                          | 0           | 2021–2025       |
| Inglaterra        | John Parrott      | 2     | 1                    | 1                          | 0           | 1991-1991       |
| Inglaterra        | Stuart Bingham    | 2     | 1                    | 0                          | 1           | 2015-2020       |
| Irlanda del Norte | Dennis Taylor     | 2     | 1                    | 0                          | 1           | 1985–1987       |
| Gales             | Matthew Stevens   | 2     | 0                    | 1                          | 1           | 2000–2003       |
| Inglaterra        | Jimmy White       | 2     | 0                    | 1                          | 1           | 1984–1992       |
| Irlanda del Norte | Mark Allen        | 2     | 0                    | 1                          | 1           | 2018–2022       |

| Jugadores que han ganado todos los eventos de la Triple Corona al menos una vez. |
| Jugadores en activo.                                                             |